# 9-я Советская улица (Санкт-Петербург)
9-я Сове́тская у́лица — улица в Центральном районе Санкт-Петербурга. Проходит от Греческого проспекта до Мытнинской улицы.

## История
- В середине XVIII века здесь находились Рождественские слободы. Название получили по церкви Рождества Христова (на пересечении бывш. 6-й Рождественской улицы с Красноборским переулком, снесена). Когда на месте слобод образовались улицы, нынешняя 9-я Советская получила название 7-я Рожественская (1789—1798).
- С 1777 по 1797 год — 7-я.
- В 1776 году — 7-я линия Слонового двора.
- С 1789 по 1792 год — 7-я Рожественская линия.
- С 1790 по 1794 год — 7-я линия Рожественской части.
- С 1794 по 1801 год — 7-я линия на Песках.
- В 1792 году нумерация улиц сдвигается на единицу, улица получает название 8-я.
- Эта нумерация сохраняется до 1822 года, с 1804 года называется 8-я Рожественская.
- На плане 1812 года появляется современная нумерация улиц — 9-я Рожественская.
- С 1835 по 1857 год — 9-я.
- После 1858 года появляется современное написание названия — 9-я Рождественская.
- Современное название получила 6 октября 1923 года. Названа в честь советской власти, к шестой годовщине Октябрьского вооружённого восстания 1917 года.

## Примечательные здания

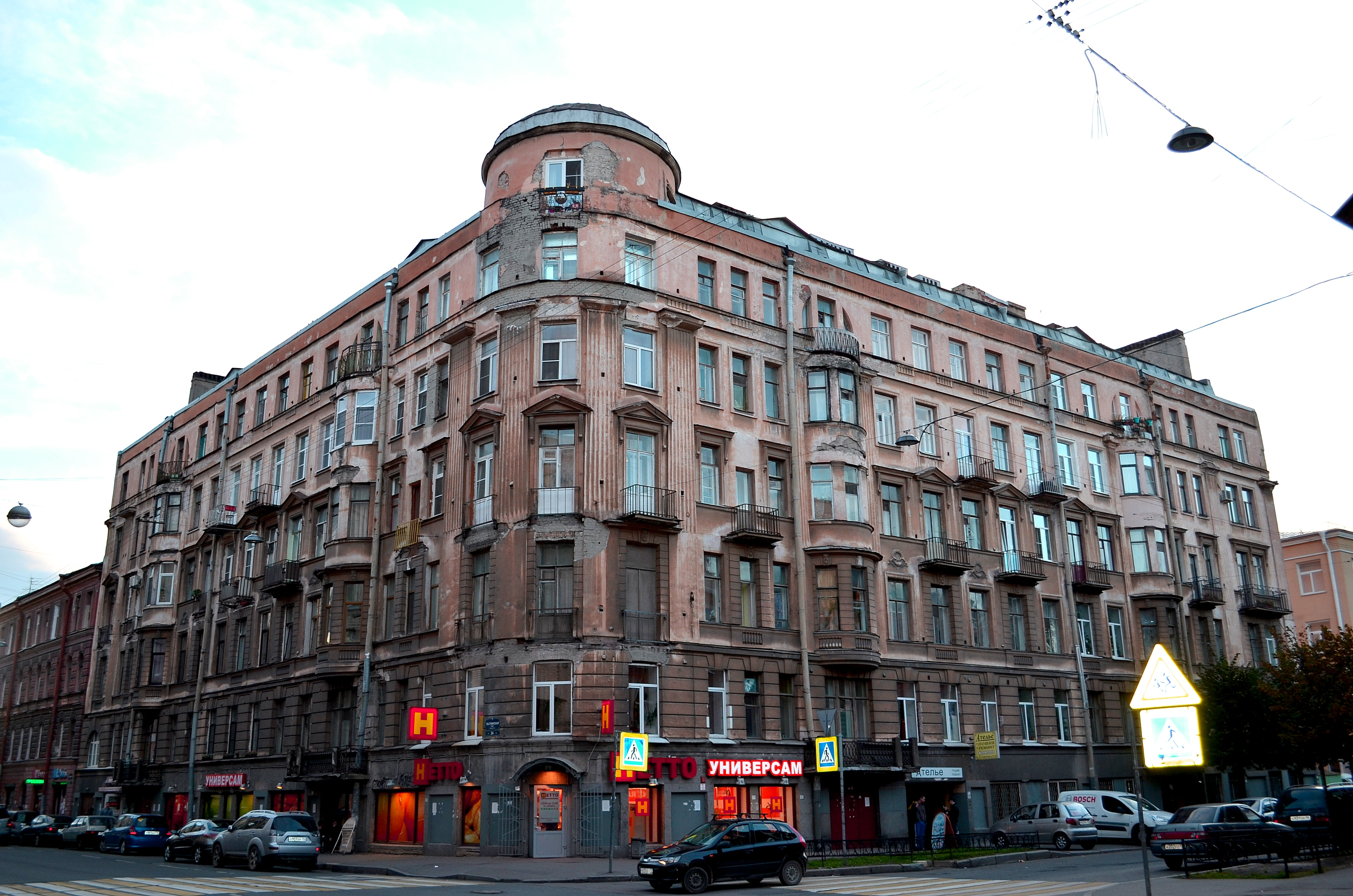
Доходный дом А. А. де Рошефор, 2015 г.

- Дом № 4-6 — городской училищный дом им. Н. В. Гоголя, 1909—1910 гг., арх. И. И. Яковлев.  7831942000
- Дом № 22 (Дегтярная улица, 33) — историческое здание 1878 года, инж.-арх. В. М. Некора. В этом доме в 1883—1885 гг. жил писатель В. М. Гаршин.  7831943000
- Дом № 39 (Мытнинская улица, 24) — доходный дом А. А. де Рошефор, был построен в 1911—1912 гг. по проекту гражд. инж. К. Н. де Рошефора. В этом здании 1912—1913 гг. проходили совещания объединенной социал-демократической фракции IV Государственной думы.  781710971640005